# Sibyl de Neufmarché
Sibyl de Neufmarché, contessa di Hereford (Brecon, 1100 circa – Gloucester, dopo il 1143), fu una delle più importanti feudatarie delle Marche gallesi.

## La famiglia
Sibyl de Neufmarché nacque attorno al 1100 a Brecon città di cui suo padre, Bernard de Neufmarché era signore. Da parte di madre era bis-nipote del grande sovrano gallese Gruffydd ap Llywelyn. Sua madre, Nest ferch Osbern, era di origine gallese, dal suo matrimonio con de Neufamrché nacquero Sibyl, Philip e un altro fratello, Mahel. Sua nonna dal lato materno era Edith di Mercia che fu brevemente regina consorte d'Inghilterra grazie al suo matrimonio con Aroldo II d'Inghilterra ucciso nella battaglia di Hastings nel 1066.
Il cognome di famiglia rimandava al suo luogo d'origine, suo padre Bernard infatti era nato a Neuf-Marché nell'Alta Normandia ed aveva combattuto sotto il comando di Guglielmo il Conquistatore, Guglielmo II d'Inghilterra ed infine Enrico I d'Inghilterra. Bernard fu probabilmente uno dei primi conquistatori del Galles, nel 1093 xombattè a Brecon uccidendo il sovrano gallese Rhys ap Tewdwr permettendo a de Neufmarché di diventare il signore di Brecon e di prendere possesso del Regno di Brycheiniog. Questi possedimenti rimasero ai de Neufmarché fino al 1521.

## Le questioni ereditarie ed il matrimonio
Come detto prima Sibyl aveva due fratelli maschi, Philip morì giovane e Mahel venne invece diseredato. Il giovane scoprì infatti, grazie all'ammissione di sua madre, davanti al re Enrico I d'Inghilterra e sotto giuramento della sua illegittimità. Nest ferch Osbern confessò di aver avuto Mahel da un cavaliere la cui identità non è a noi nota e la notizia della relazione extra-coniugale di sua madre, forse vedova da poco, spinse Mahel ad uccidere l'uomo con cui commetteva adulterio. La donna non mancò di vendicarsi, avanzò lei stessa dubbi sulla legittima paternità del figlio col risultato che il giovane venne privato dell'eredità e dei titoli. C'è chi suggerisce però un'altra spiegazione, il contratto di matrimonio di Sibyl venne siglato nel 1121 anno in cui Bernard era ancora vivo, ecco perché alcuni storici propendono per l'ipotesi che il re avesse esercitato una forte pressione sulla famiglia così da convincerli a dare a Sibyl, e quindi a suo marito Miles de Gloucester, allora sceriffo di Gloucester, tutti i beni di famiglia. Sia come sia Sibyl fu l'unica figlia riconosciuta legittima ed al marito portò in dote la vasta signoria di Brecon, una delle più importanti, nonché altre numerose proprietà di minor rilievo, quali foreste e castelli, compreso quello di Hay-on-Wye.
Il motivo di tanta attenzione da parte del re era che il marito prescelto per Sibyl, Miles de Gloucester, era uno dei suoi uomini più fidati. Il matrimonio fu celebrato in una data indefinita fra il 10 aprile ed il 29 maggio 1121, secondo il contratto le terre dei Neufmarché che Sibyl portava in dote dovevano passare al marito dopo la morte dei suoceri, o anche prima qualora essi lo avessero desiderato. Il re non aveva dato tanto a Miles de Gloucester solo per la sua lealtà, attraverso altri matrimoni da lui voluti riuscì a mettere nel sud est del Galles degli uomini a lui fedeli che avrebbero senza dubbio perseguito le sue politiche. Circa quattro anni dopo il matrimonio, attorno al 1125, Bernard de Neufmarché morì facendo di Sibyl una delle più importanti e ricche feudatarie del paese.
Sibyl ed il marito insieme ebbero otto figli:
- Margherita di Hereford (1122 o 1123 - 6 aprile 1187), sposò Onofrio II di Bohun (morto nel 1164 o 1165). Dopo la morte del marito prese il controllo della signoria di Hereford.
- Roger FitzMiles, II conte di Hereford (prima del 1125 - 22 settembre 1155), si sposò attorno al 1137, ma non ebbe figli
- Gualtiero di Hereford (morto nel 1159 o 1160), morì poco dopo essere arrivato in Palestina
- Enrico FitzMiles (morto attorno al 1162)
- Maele di Hereford (morto attorno al 1164)
- Guglielmo di Hereford (morto attorno al 1166)
- Berta di Hereford (1130 - ?), sposò Guglielmo de Braose, III signore di Bramber
- Lucia di Hereford (morta nel 1219 o 1220)

## Fra Stefano e Matilde
Dopo la morte di Enrico I d'Inghilterra, che morì nel 1135 senza lasciare eredi maschi legittimi, il trono venne preso da Stefano I d'Inghilterra che lo portò via alla cugina Matilde d'Inghilterra (1102-1167) figlia del defunto sovrano. Matilde aveva diversi sostenitori, fra cui i Signori delle Marche, che avevano giurato al loro re morente di essere fedeli alla figlia e di appoggiare la sua ascesa al trono. Miles de Gloucester scelse di appoggiare Stefano che aveva incoraggiato la sua lealtà offrendogli le Signorie di Gloucester e Brecknock e nominandolo poi Conestabile d'Inghilterra.
Nel 1126 il padre di Miles, Walter de Gloucester, si era ritirato in uno dei primi monasteri agostiniani del Galles, Llanthony Prior, costruito nella Vale of Ewyas nel 1118. L'intero Galles aveva ribollito lungo tutto il regno di Enrico I d'Inghilterra ed il caos che seguì la sua morte lo fece esplodere. L'intera zona attorno al monastero ricadde in mano ai gallesi. che divennero tanto ostili da indurre molti ad andarsene. Sibyl e suo marito non furono da meno, nel 1136 fondarono a Gloucester un nuovo priorato e si stabilirono nelle sue vicinanze nel 1137.
Nel 1139 Matilde d'Inghilterra (1102-1167) tornò in Inghilterra pronta a combattere per il trono supportata dal suo potente fratellastro, Roberto di Gloucester, ed ecco che Miles de Gloucester diede l'appoggio all'ex-imperatrice, Roberto infatti era il grande feudatario dei gran parte dei suoi feudi. Ovviamente perse la carica di Conestabile, ma il 25 luglio 1141, per ricompensarlo del proprio aiuto, Matilde lo investì del titolo di Conte di Hereford, oltre a diverse altre proprietà come castelli, foreste ed anche la signoria di Abergavenny.
Durante l'Anarchia (storia inglese) la vita nelle terre di de Gloucester era diventata caotica e conflittuale, e pare che Sibyl non avesse approvato la decisione del marito di abbandonare Stefano per Matilda, temendo forse delle ripercussioni. Il tempo le diede ragione, quando Matilde venne sconfitta nel tardo 1141 la sua famiglia si trovò in disgrazia, la situazione peggiorò nel 1143, quando il Vescovo di Hereford, Roberto de Bethune arrivò a scomunicare suo marito. Quando la guerra fra Stefano e Matilde era ancora in corso, Miles, per avere il denaro necessario per supportare l'ex imperatrice, aveva imposto delle tasse alla chiesa, pratica che il vescovo aveva ritenuto illegale. Il chierico aveva risposto scomunicando de Gloucester una prima volta e questi aveva reagito mandando degli uomini a spogliare la diocesi di ogni bene possibile. Ritornato al trono Stefano I d'Inghilterra tolse il titolo di conte a de Gloucester per darlo a Roberto di Beaumont, II conte di Leicester, ma Miles non si arrese mai a cedere ne il titolo, ne il contado.

## La vedovanza e la morte
Sibyl rimase vedova il 24 dicembre 1143, quando suo marito morì ucciso da una freccia al petto partita accidentalmente durante una battuta di caccia. Al titolo di conte successe il loro figlio maggiore, Roger, che, memore della scomunica del padre, rimase un nemico giurato della chiesa fino a che non decise di entrare come monaco nel monastero di Gloucester.
A seguito della morte del marito Sibyl entrò nel convento di Llanthony Secunda che lei ed il marito avevano fondato a Gloucester. La data della sua morte è sconosciuta.

## L'eredità
Il suo primogenito, Roger, morì senza figli nel 1155 e l'eredità venne divisa fra le sue sorelle superstiti. La Signoria di Brecon passò quindi alla figlia di Sibyl, Berta di Hereford che la passò, col matrimonio, alla famiglia dei de Braose.
La Signoria di Brecknock passò ai de Bohun, tramite la sua tris-nipote Eleanor de Braose, che sposò Humphrey de Bohun, II conte di Hereford attorno al 1241.